# Hans Tegner

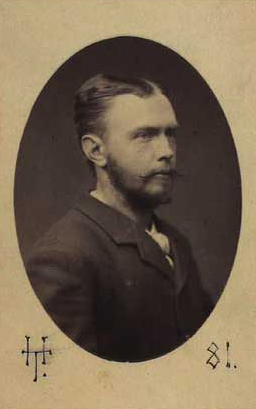
Hans Tegner 1881.

Hans Christian Harald Tegner, född den 30 november 1853 i Köpenhamn, död den 2 april 1932 på Frederiksberg, var en dansk konstnär.
Tegner var son till litografen Isaac Wilhelm Tegner.
Tegner arbetade först vid faderns litografiska institut, studerade sedan vid konstakademien som målare och utställde första gången 1882 några illustrationer till Hans Christian Andersens Fyrtøjet i akvarell. Han gjorde sig snart känd som oförargligt humoristisk tecknare i skämtpressen — företrädesvis i Köpenhamnstidningen Punch. Hans storverk som tecknare blev illustrationerna till jubelupplagan av Holbergs komedier 1883–1888, vid Nordiska utställningen 1888 belönade med förtjänstmedaljen i guld. "Flödande godt lynne, skärpa i karakteristiken och utmärkt tidskaraktär ge dessa hundratals kompositioner en framstående plats i modern dansk konst", skriver Georg Nordensvan i Nordisk familjebok. Andersens Æventyr utkom i urval med teckningar av Tegner i en "världsupplaga", avslutad 1901 (även svensk upplaga). Vid sidan av sin verksamhet som tecknare arbetade Tegner outtröttligt för konsthantverkets höjande på olika områden, för boktryck, bokutsmyckning och bokband, tecknade sedlar, medaljer, exlibris, möbler, silverföremål, mönster till vävnader (Holbergska scener i Kungliga teatern), komponerade även inredningen i hela rum. Tegner fick professorstitel 1891, blev 1901 ledare av Konstindustrimuseets hantverksskola och 1907 fäst vid Bing & Grøndahls porslinsfabrik. Tegner var ledamot av danska konstakademien.